# Farah Rumy
Farah Rumy, née le 28 décembre 1991 à Colombo au Sri Lanka (originaire de Granges), est une personnalité politique suisse, membre du Parti socialiste.
Elle est députée du canton de Soleure au Conseil national depuis décembre 2023.

## Biographie
Farah Rumy naît le 28 décembre 1991 à Colombo au Sri Lanka. Elle immigre de Colombo en Suisse avec ses parents en 1998 après l'engagement de son père par une grande entreprise informatique. Ils s'installent d'abord à Berne, avant de déménager à Nidau, dans le même canton, puis à Granges, dans le canton de Soleure. Elle y obtient sa naturalisation peu de temps après.
Infirmière de profession, elle travaille jusqu'à l'été 2023 à l'Hôpital des Bourgeois de Soleure (de), dans le service de cardiologie, avant d'être engagée comme enseignante à l'école professionnelle de la santé du canton de Bâle-Campagne, à Münchenstein.
Elle est célibataire et n'a pas d'enfant.

## Parcours politique
C'est le lancement de l'initiative sur les soins infirmiers qui la conduit à s'engager en politique à partir de 2018. Elle adhère au Parti socialiste (choisi après avoir fait le test de smartvote) en septembre 2020 lors de la pandémie de COVID-19.
Elle est élue au Conseil cantonal de Soleure en mars 2021, et y siège jusqu'au 30 novembre 2023. Elle est par ailleurs membre du conseil de la commune bourgeoise de Granges,, où elle est membre de la commission chargée des naturalisations.
Elle crée la surprise lors des élections fédérales de 2023 pour le Conseil national en se plaçant première des viennent-ensuite de la liste socialiste, devant les coprésidents du parti cantonal. Elle accède à la chambre basse du parlement suisse grâce à l'élection au second tour de Franziska Roth au Conseil des États, devenant le premier parlementaire fédéral d'origine sri lankaise et le premier représentant de sa commune depuis le socialiste Boris Banga (de). Elle est membre de la Commission de politique extérieure (CPE).

## Positionnement politique
Elle se profile sur les dossiers sociaux et ceux de la santé.
Elle est l'une des fondatrices du Restessbar de Granges en 2020, qui lutte contre le gaspillage alimentaire en mettant gratuitement à la disposition de tous les « restes  » ou invendus des commerces environnants,. Elle est également l'initiatrice à Granges de l'action Schreib einen Brief (Écris une lettre), qui visait à briser l'isolement dont souffraient les personnes placées en EMS pendant la pandémie de COVID-19,,.